# Lincoln Navigator
Lincoln Navigator – samochód osobowy typu SUV klasy pełnowymiarowej produkowany pod amerykańską marką Lincoln od 1997 roku. Od 2024 roku produkowana jest piąta generacja modelu.

## Pierwsza generacja

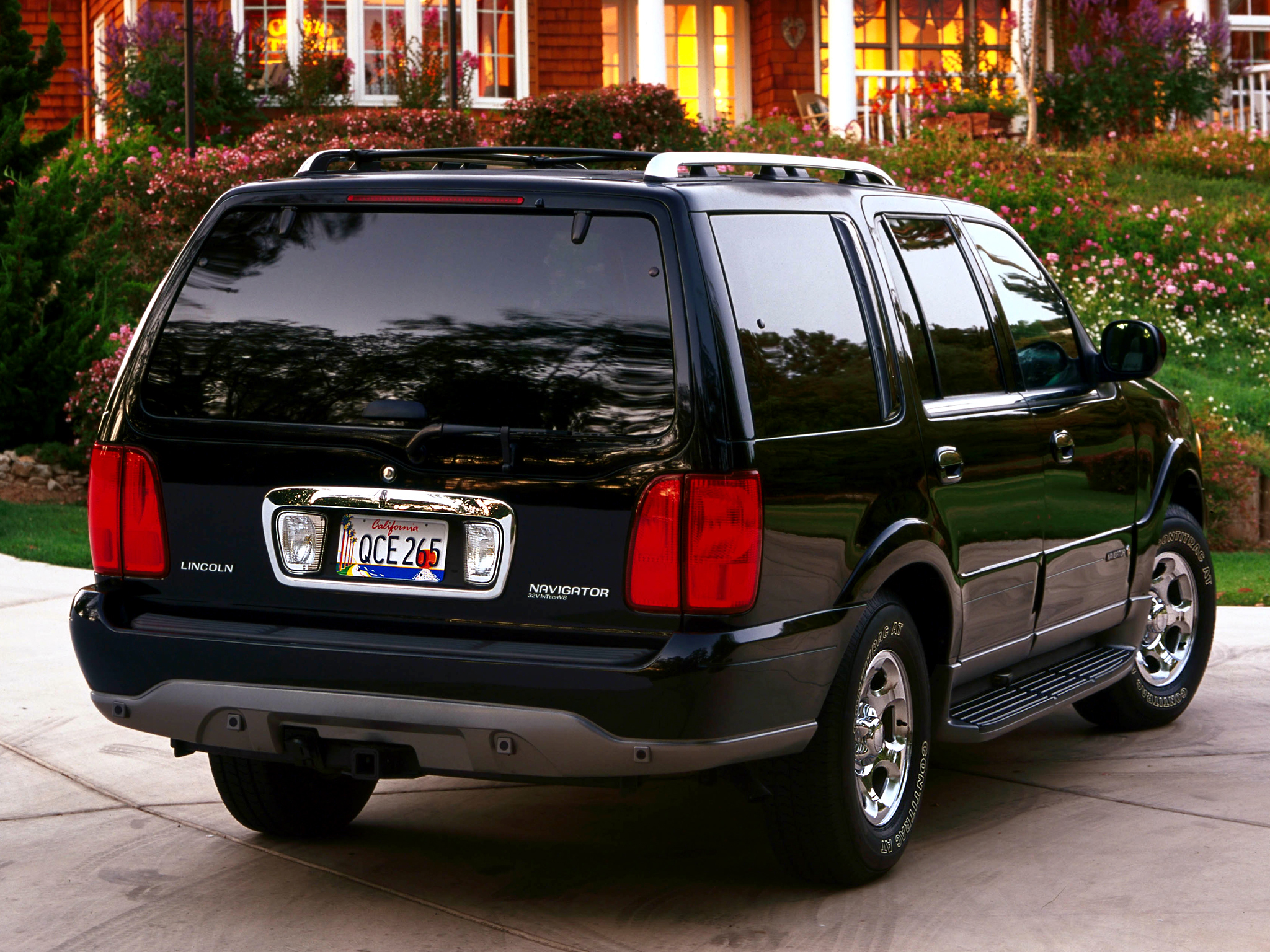
Lincoln Navigator I – tył

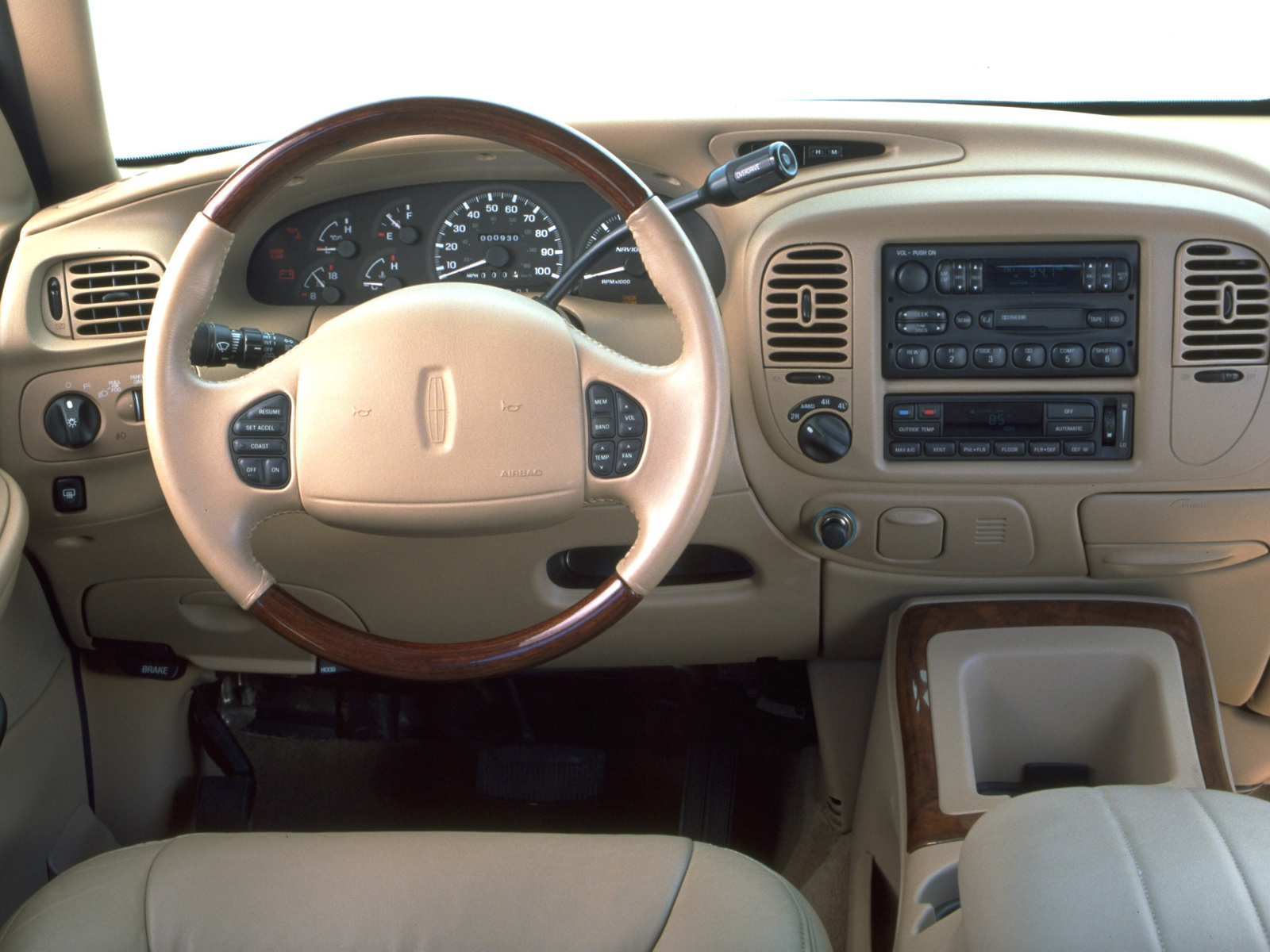
Lincoln Navigator I - kokpit

Lincoln Navigator I został po raz pierwszy zaprezentowany w 1997 roku.
Navigator poszerzył ofertę jako pierwszy seryjnie produkowany SUV w historii marki Lincoln, będący jednocześnie jednym z największych tego typu samochodów osobowych dostępnych wówczas na rynku północnoamerykańskim. Pojazd powstał na płycie podłogowej macierzystego koncernu Ford Motor Company, oprócz bliźniaczego Forda Expedition dzieląc także podzespoły z pickupem F-150.
W porównaniu do tańszego odpowiednika, Lincoln Navigator pierwszej generacji zyskał odrębną stylizację przedniej oraz tylnej części nadwozia. Pas przedni zdominowała duża, chromowana osłona chłodnicy, a także wąskie reflektory. Na wybrzuszonym zderzaku umieszczono dodatkowo oświetlenie przeciwmgielne. Tylną część nadwozia odróżniły dwuczęściowe lampy, a także wyeksponowana chromem, wzbogacona światłami cofania wnęka na tablicę rejestracyjną.
Samochód wyposażono w zawieszenie pneumatyczne współpracujące z układem automatycznego poziomowania, a kabina pasażerska została zmodyfikowana pod kątem luksusowego wyposażenia. W stosunku do Forda Expedition wprowadzono drewniane akcenty, panele wyłożone skórą, a także m.in. rozbudowany 7-głośnikowy system nagłośnieniowy ze zmieniarką płyt CD.

### Sprzedaż
Lincoln Navigator został zbudowany z myślą o rynkach Ameryki Północnej, na czele rodzimymi Stanami Zjednoczonymi. Produkcja modelu ruszyła tuż po premierze, latem 1997 roku w lokalnych zakładach koncernu Ford Motor Company w Wayne w stanie Michigan.

### Silniki
- V8 5.4l SOHC Triton 232 KM
- V8 5.4l SOHC Triton 260 KM
- V8 5.4l DOHC Triton 304 KM

## Druga generacja

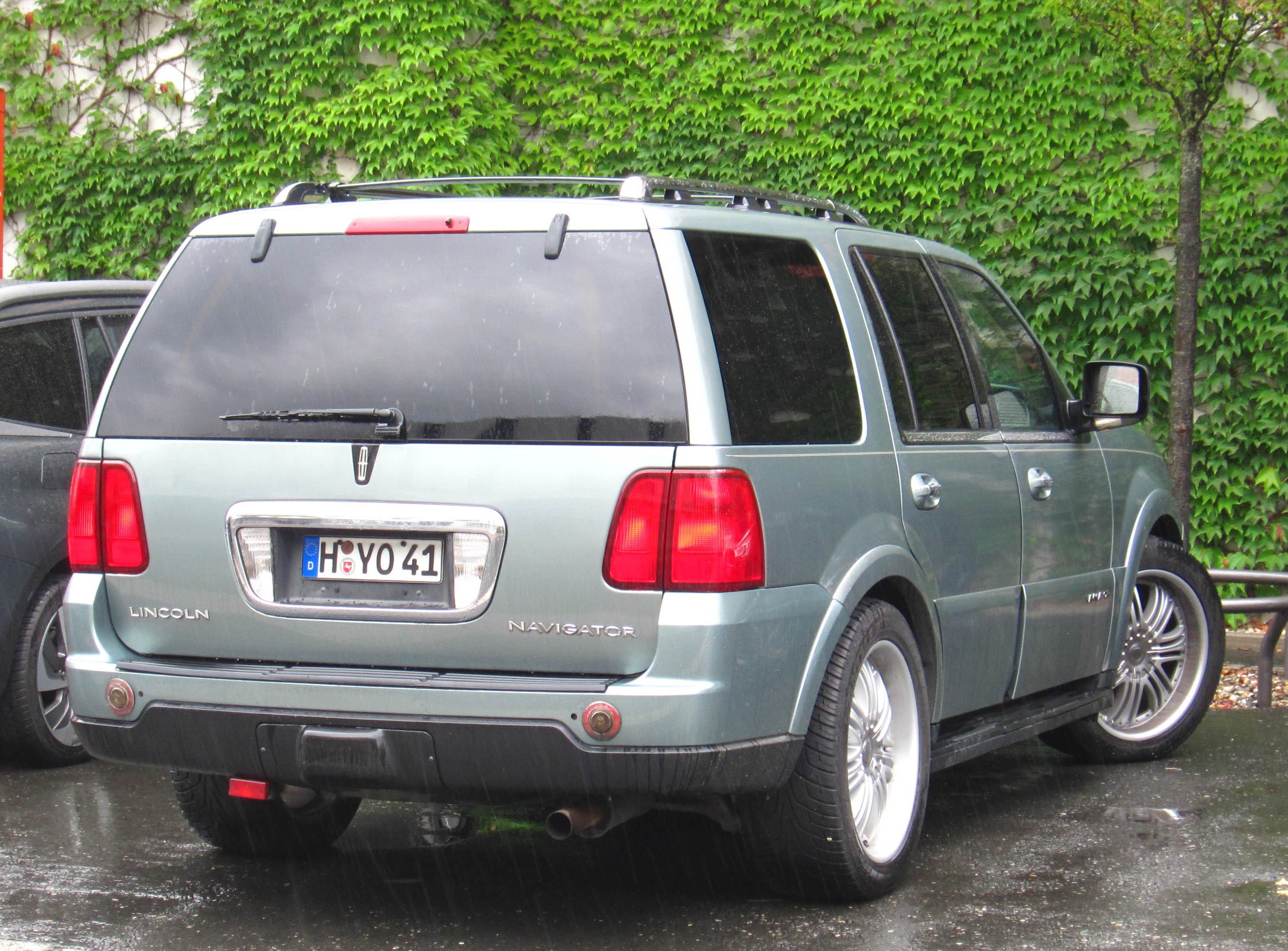
Lincoln Navigator II – tył

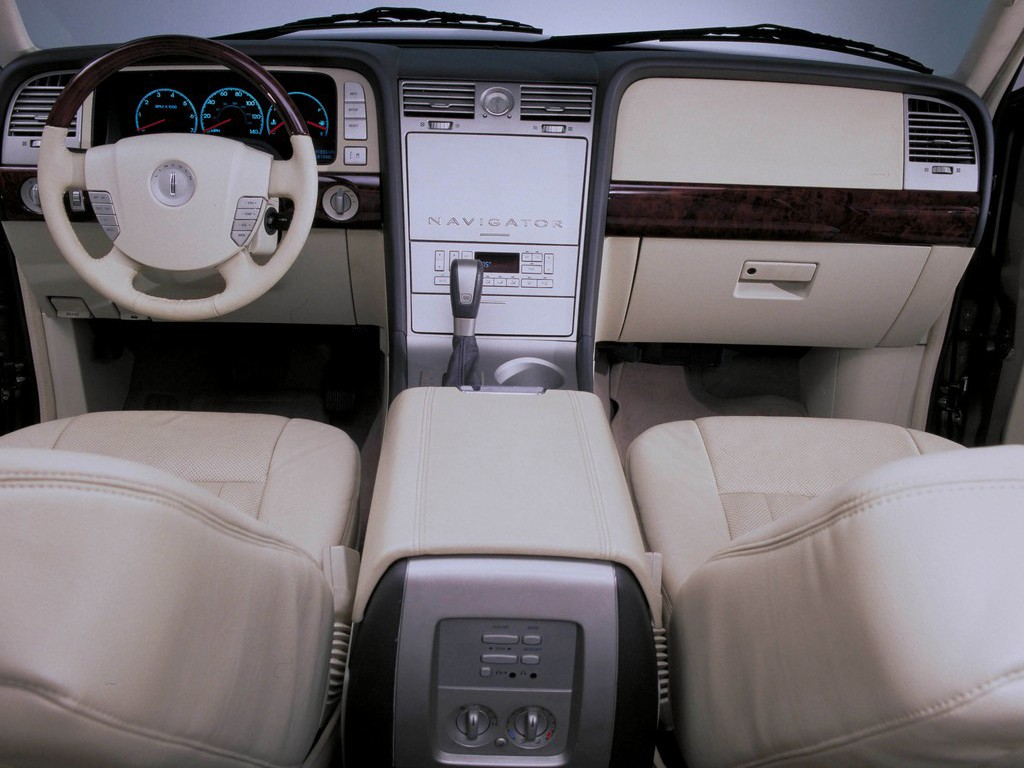
Lincoln Navigator II – kokpit

Lincoln Navigator II został zaprezentowany po raz pierwszy w 2002 roku.
Navigator drugiej generacji zastąpił dotychczas obecne na rynku wcielenie po 5 latach, przechodząc gruntowną metamorfozę pod kątem stylistycznym i konstrukcyjnym. Z przodu pojawiła się większa atrapa chłodnicy, masywniejsze reflektory, za to z tyłu zachowano schemat dwuczęściowych lamp z jednolitym, czerwonym wypełnieniem. Podobnie jak w przypadku poprzednika, samochód był bliźniaczą konstrukcją równocześnie produkowanego, tańszego i pozycjonowanego niżej Forda Expedition. Przełożyło się to na wymiary – Navigator II był wyraźnie większy od poprzednika.
Przy ewolucyjnym zakresie zmian z zewnątrz, druga generacja Lincolna Navigatora przeszła znacznie obszerniejsze modyfikacje wewnątrz, zyskując przy tym całkowicie odrębny projekt w stosunku do bliźniaczego Forda. Masywna konsola centralna współgrała z obszernymi zegarami o uproszczonym układzie. Kabina pasażerska zyskała na wymiarach, ponownie umożliwiając przewiezienie do 7 pasażerów w trzech rzędach siedzeń.

### Sprzedaż
Podobnie jak poprzednik, tak i druga generacja Lincolna Naviatora była wytwarzana razem z bliźniaczym Fordem Expedition w amerykańskich zakładach koncernu Ford w Wayne w stanie Michigan. Samochód trafił do sprzedaży tuż po debiucie, w połowie 2002 roku.

### Silniki
- V8 5.4l SOHC Triton
- V8 5.4l DOHC Intech 304 KM

## Trzecia generacja

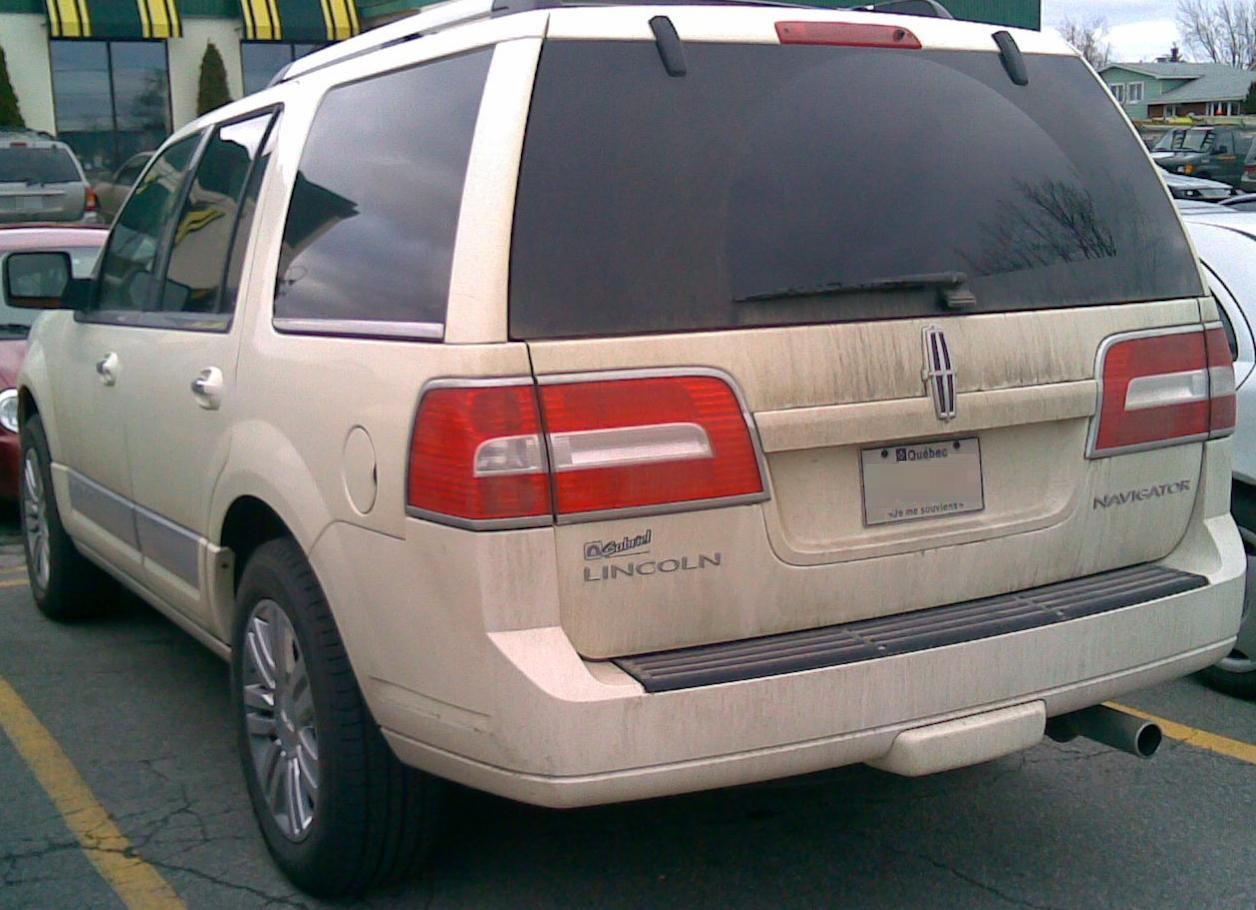
Lincoln Navigator III – tył

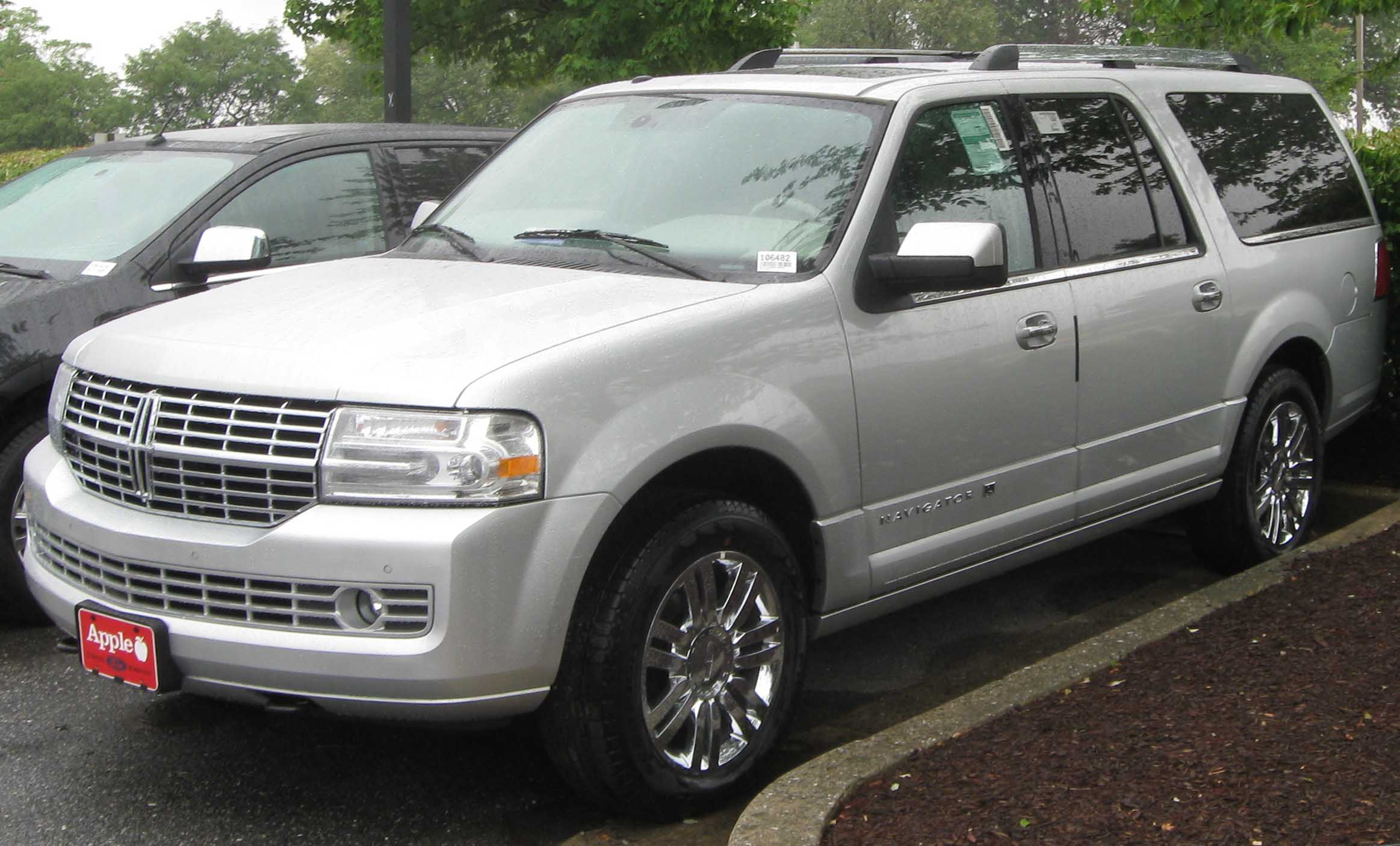
Lincoln Navigator III L

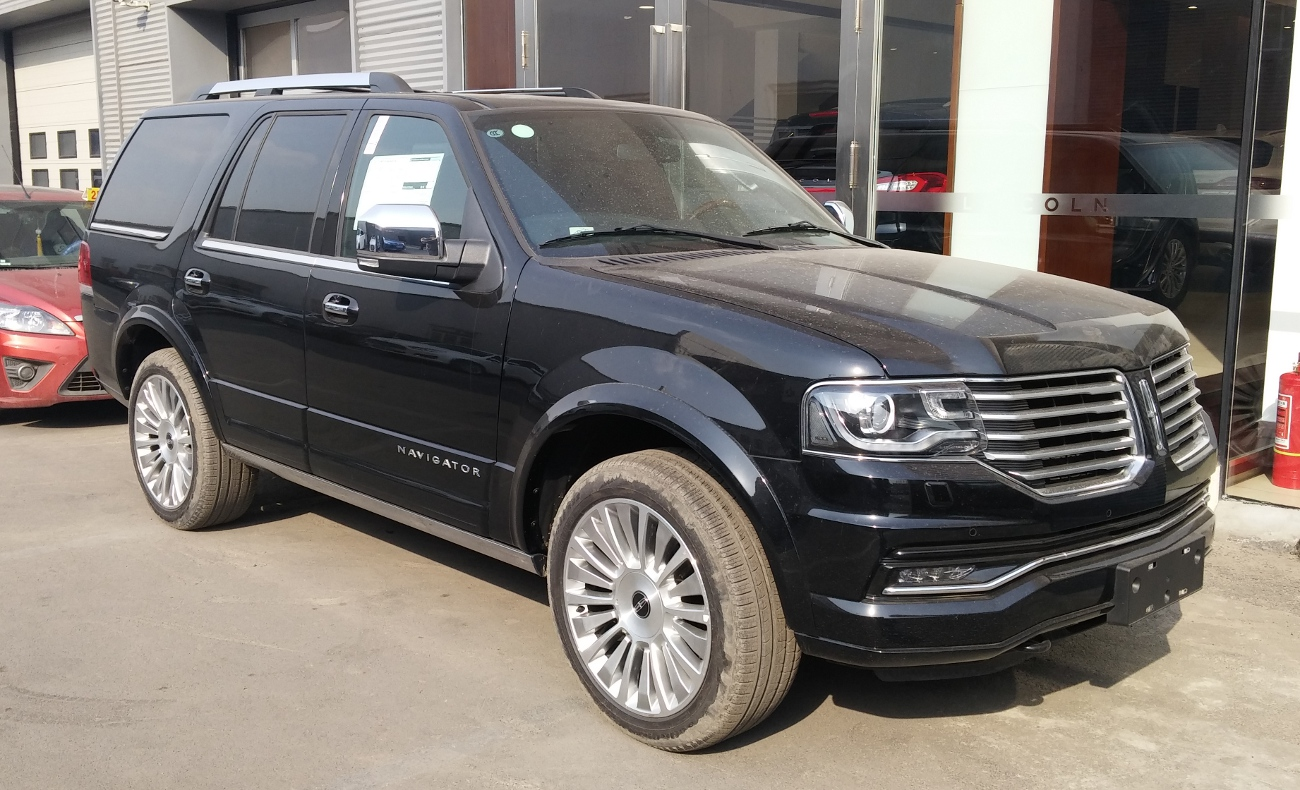
Lincoln Navigator III po liftingu

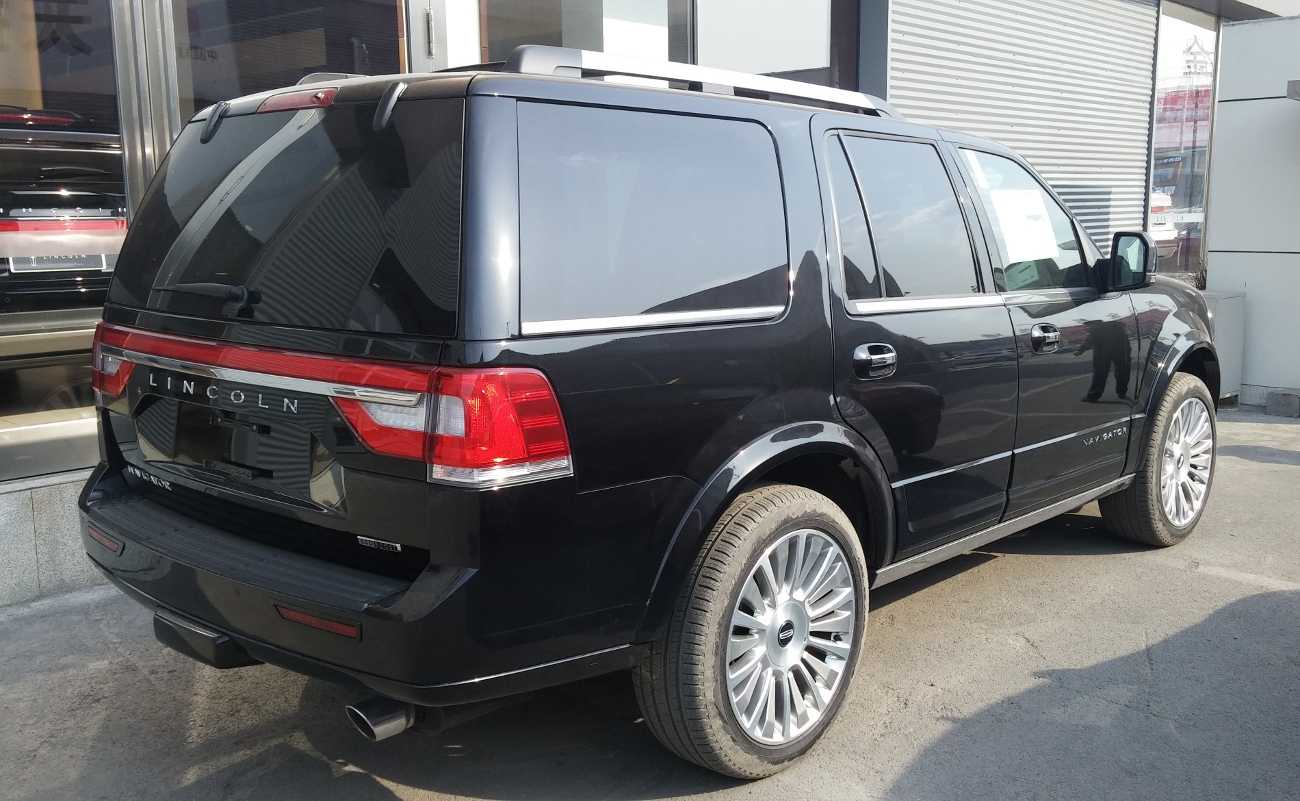
Lincoln Navigator III – tył po liftingu

Lincoln Navigator III został zaprezentowany po raz pierwszy w 2007 roku.
Trzecia generacja modelu Navigator ponownie powstała jako bliźniacza konstrukcja niżej pozycjonowanego Forda Expedition i ponownie jak on nie była tym razem całkowicie nową konstrukcją, lecz jedynie głęboko zmodernizowanym poprzednikiem. Smochód otrzymał zupełnie inaczej wyglądającą przednią część nadwozia z większą atrapą chłodnicy i wyraźniej wyeksponowanym logo producenta, a także inne, podłużne i zajmujące większą część tylnej klapy lampy. Jednocześnie Navigator III zachował identyczną sylwetkę, a także taki sam kształt okien i drzwi jak poprzedni model.
Podobnie jak z zewnątrz, tak i wewnątrz producent zdecydował się zastosować ewolucyjne rozwinięcie koncepcji stosowanej w drugiej generacji. Przeprojektowana została konsola centralna, zachowując podobną tonację materiałów wykończeniowych. Po raz pierwszy zastosowano kolorowy, dotykowy ekran wyposażony w odtwarzacz DVD, zachowując przy tym rozbudowany system audio obsługujący płyty CD. Po raz pierwszy w historii, samochód trafił do sprzedaży także w wydłużonej odmianie o nazwie Lincoln Navigator L. Wyróżniła się ona większym rozstawem osi, a także obszerniejszym przedziałem transportowym oraz drugim rzędem siedzeń.

### Lifting
W styczniu 2014 roku Lincoln przedstawił Navigatora III po rozległej modernizacji, ponownie unowocześniając konstrukcję wywodzącą się oryginalnie z 2002 roku. Samochód otrzymał zupełnie nowy pas przedni z dużym, dwuczęściowym grillem przedzielonym logo producenta, nawiązując do innych nowych modeli Lincolna przedstawionych w tym czasie. Zmieniono także wygląd tylnej części nadwozia, gdzie zniknęło logo producenta na rzecz dużego napisu LINCOLN. Ponadto, zmienił się kształt lamp, które zajęły mniejszą powierzchnię klapy bagażnika i zarazem zostały połączone świetlistym pasem biegnącym przez całą szerokość tej części samochodu.

### Sprzedaż
Wzorem dotychczasowych dwóch generacji, także i trzecie wcielenie Lincolna Navigatora było oferowane głównie z myślą o rynkach Ameryki Północnej. Jedynie przez pierwsze dwa lata samochód wytwarzano jednak w dotychczasowych zakładach w Wayne w Michigan, w 2009 roku przenosząc produkcję do innej fabryki Forda w Louisville w Kentucky. W 2015 roku Navigator III po raz pierwszy w historii poszerzył ofertę Lincolna na rynku chińskim.

### Silniki
- V8 5.4l SOHC Triton 304 KM

## Czwarta generacja

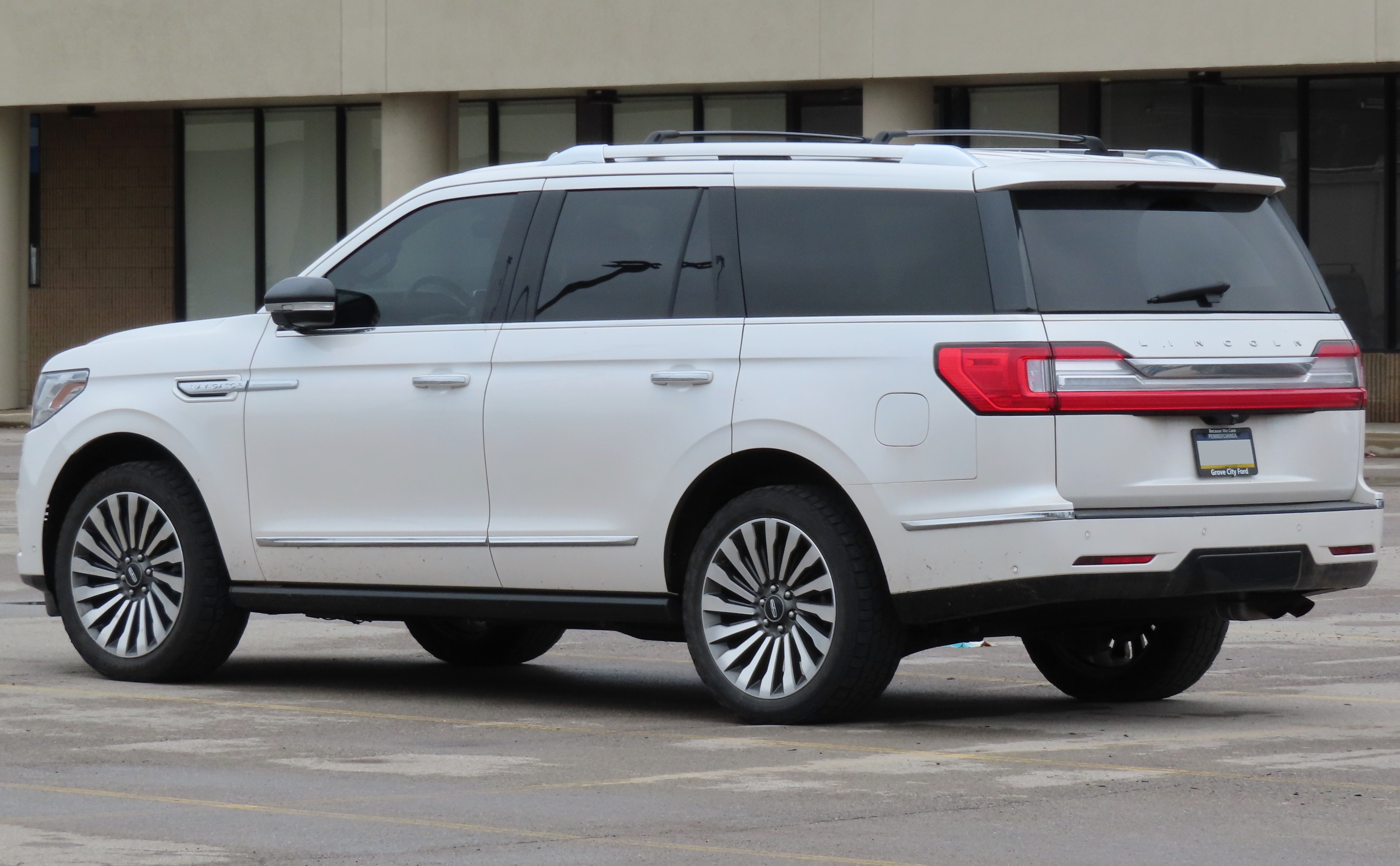
Lincoln Navigator IV – tył

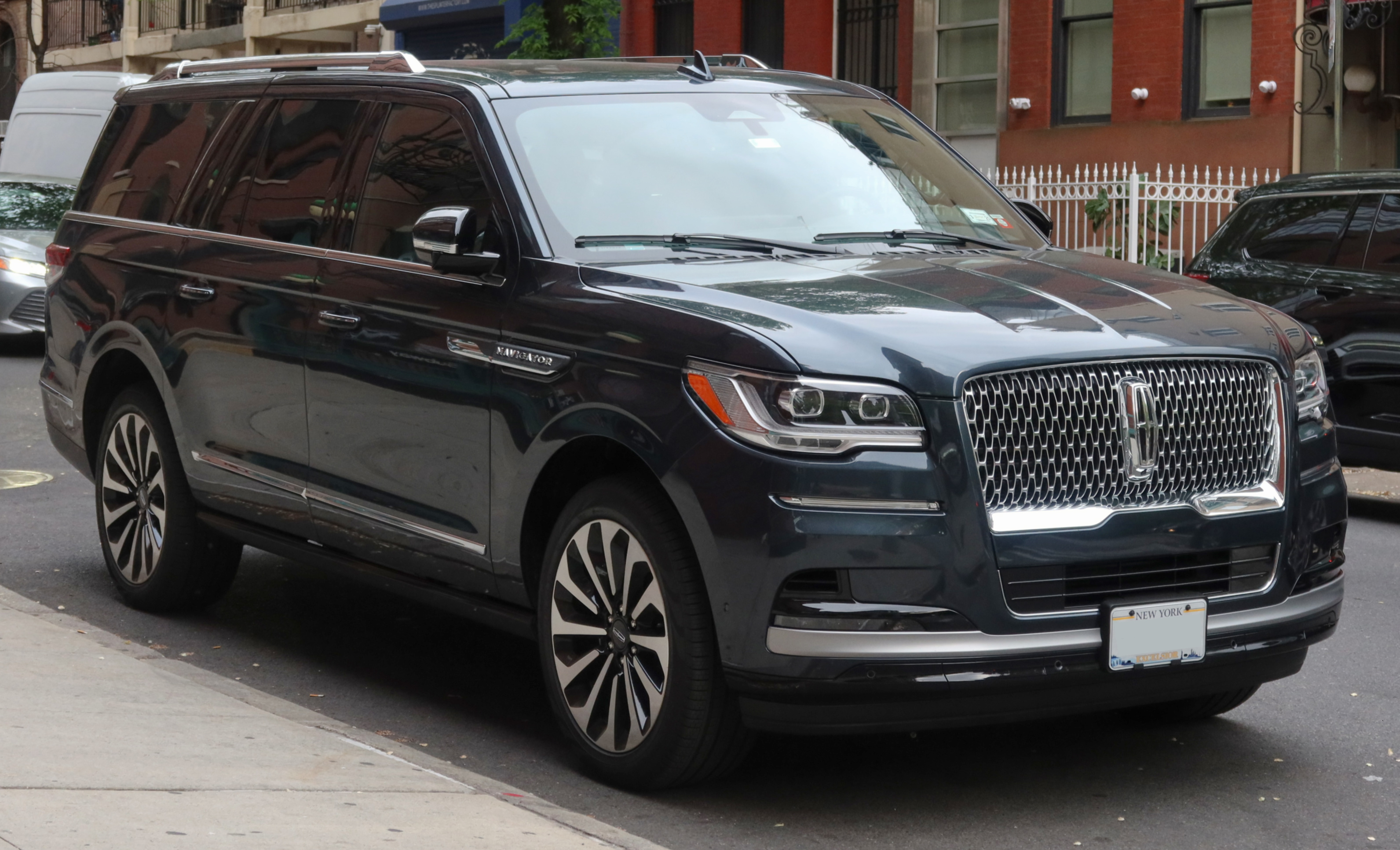
Lincoln Navigator IV L po liftingu

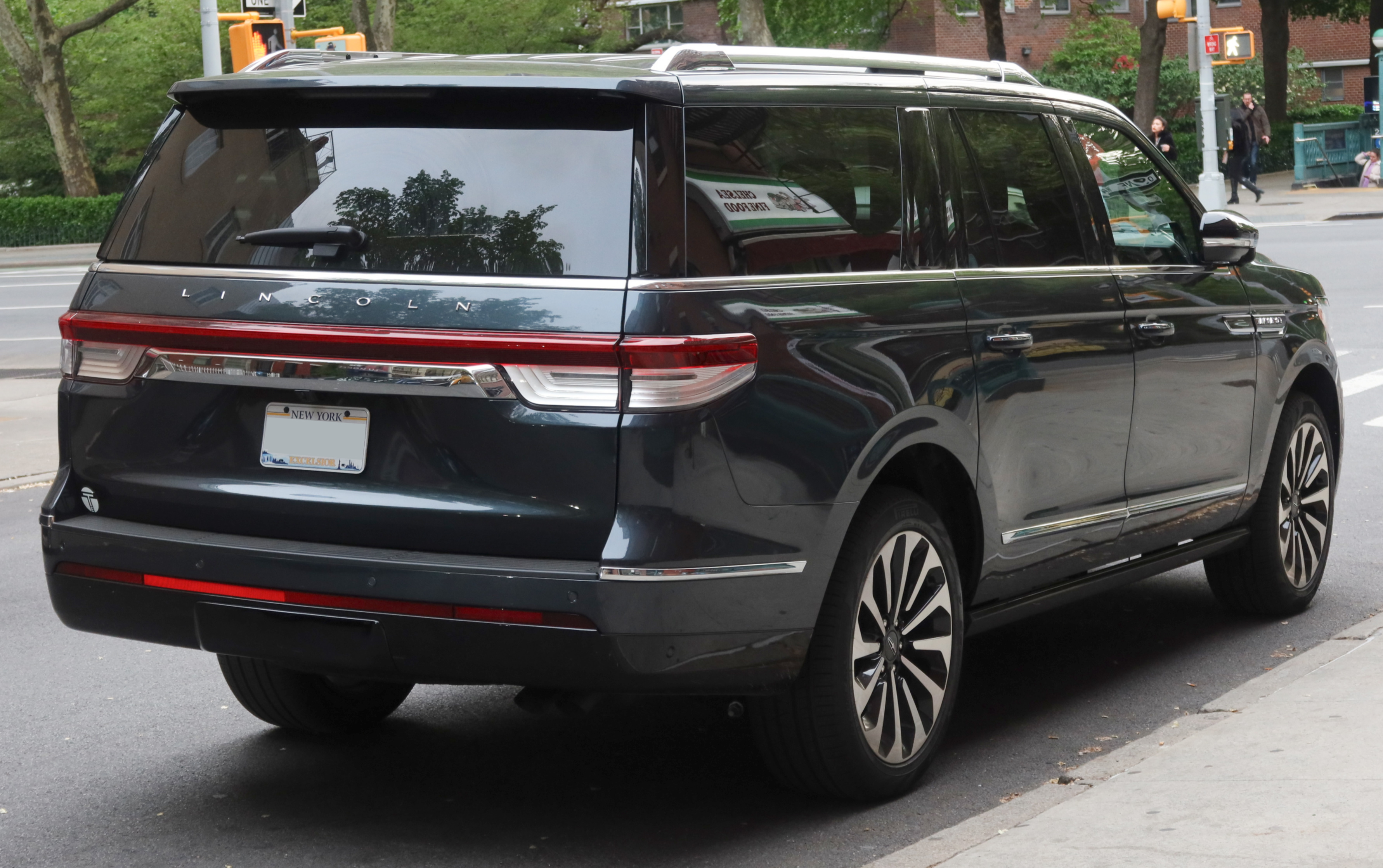
Lincoln Navigator IV L – tył po liftingu

Lincoln Navigator IV został zaprezentowany po raz pierwszy w 2017 roku.
Czwarta generacja Navigatora powstała jako zupełnie nowa konstrukcja, odchodząca od rozwiązań technologicznych z początku XXI wieku. Samochód został utrzymany w nowej estetyce Lincolna, przenosząc rozwiązania stylistyczne m.in. z flagowej limuzyny Continental. W ten sposób, Navigator IV otrzymał charakterystyczny kształt masywnych reflektorów, duży chromowany grill z wcięciem u dołu, a także jednoczęściowe, biegnące przez całą szerokość klapy bagażnika lampy.
Kabina pasażerska ponownie została wzbogacona akcentami ze skóry, drewna i aluminium. Tym razem deska rozdzielcza zyskała nieobudowany, umieszczony na szczycie kokpitu dotykowy ekran o przekątnej 12 cali. Ponadto, producent postawił nacisk na rozbudowaną konfigurację foteli we wszystkich 3 rzędach siedzeń. Podobnie jak w przypadku poprzednika i bliźniaczego Forda Expedition, oferta Navigatora IV została ponownie wzbogacona o przedłużoną wersję L z większym rozstawem osi i obszerniejszą przestrzenią bagażową.

### Lifting
W sierpniu 2021 roku przedstawiono czwartą generację Lincolna Navigatora po obszernej restylizacji. Przeprojektowany został przedni i tylny zderzak, a także zmodyfikowano kształt oświetlenia. Reflektory zyskały charakterystyczne ścięcie i stały się mniejsze, z kolei tylne lampy w formie pasa świetlnego otrzymały lżejszy optycznie i mniejszy powierzchniowo, bardziej smukły kształt. W kabinie pasażerskiej znalazł się z kolei większy, 13,2-calowy dotykowy wyświetlacz nowego systemu multimedialnego SYNC 4.

### Sprzedaż
Głównymi rynkami zbytu dla czwartej generacja Lincolna Navigatora pozostały rodzime Stany Zjednoczone, a ponadto także Chiny. Produkcja samochodu odbywała się wyłącznie w amerykańskich zakładach Ford Motor Company w Louisville w stanie Kentucky poczynając od jesieni 2017 roku.
Ponadto p koniec kwietnia 2020 roku Lincoln oficjalnie ogłosił, że po raz pierwszy w historii poszerza zasięg rynkowy o kraj z ruchem lewostronnym - Australię. Po imporcie do tego kraju, następnie na miejscu odbywała się konwersja na potrzeby lokalnych wymagań ruchu przez lokalną, australijską firmę International Motor Cars. Lincoln Navigator dostępny tam był tylko w topowej wersji Black Label, konkurując z takimi modelami, jak BMW X7 czy Mercedes-Benz GLS.

### Silnik
- V6 3.5l EcoBoost

## Piąta generacja
Lincoln Navigator V został zaprezentowany po raz pierwszy w 2024 roku.
Piąta generacja Navigatora przeszła ewolucyjny zakres zmian w stosunku do poprzednika, zachowując nie tylko takie same proporcje i sylwetkę, ale i większość wymiarów nadwozia - poza wysokością, którą zmniejszono. Charakterystyczną zmianą w pasie przednim zostały wyżej osadzone, węższe reflektory, które połączono pasem świetlnym biegnącym przez powiększoną osłonę chłodnicy. Tylną częśc nadwozia przyozdobił z kolei nisko osadzony pas świetlny z charakterystycznym, czarnym wykończeniem nadwozia kontrastującym z lakierem.
Kabina pasażerska przeszła obszerne modyfikacje w kierunku cyfrowo-minimalistycznego wzornictwa. Zdominował ją panoramiczny, zakrzywiony 48-calowy wyświetlacz biegnący przez całą szerokość deski rozdzielczej tuż pod szybą. Koło kierownicy spłaszczony u góry i dołu, na konsoli centralnej znalazł się kolejny, 11-calowy dotykowy ekran systemu multimedialnego. Ponownie samochód wyposażono w trzy rzędy siedzeń, a także rozbudowany system masażu w fotelach obejmujący 30 różnych płaszczyzn.
Do napędu piątej generacji Navigatora wykorzystano wyłącznie 440-konny, 3,5 litrowy silnik benzynowy EcoBoost V6 połączony z 10-biegową automatyczną skrzynią biegów. Konfiguracja ta pozostała bez zmian w stosunku do dotychczas produkowanego modelu.

### Sprzedaż
Podobnie jak poprzednik, tak i piąta generacja Lincolna Navigatora została zbudowana głównie z myślą o amerykańskim oraz chińskim rynku. Pomimo debiutu w sierpniu 2024, początek sprzedaży flagowego luksusowego SUV-a wyznaczony został na ponad pół roku później - wiosnę 2025 roku.

### Silnik
- V6 3.5l 440 KM